# Postglaziale Landhebung

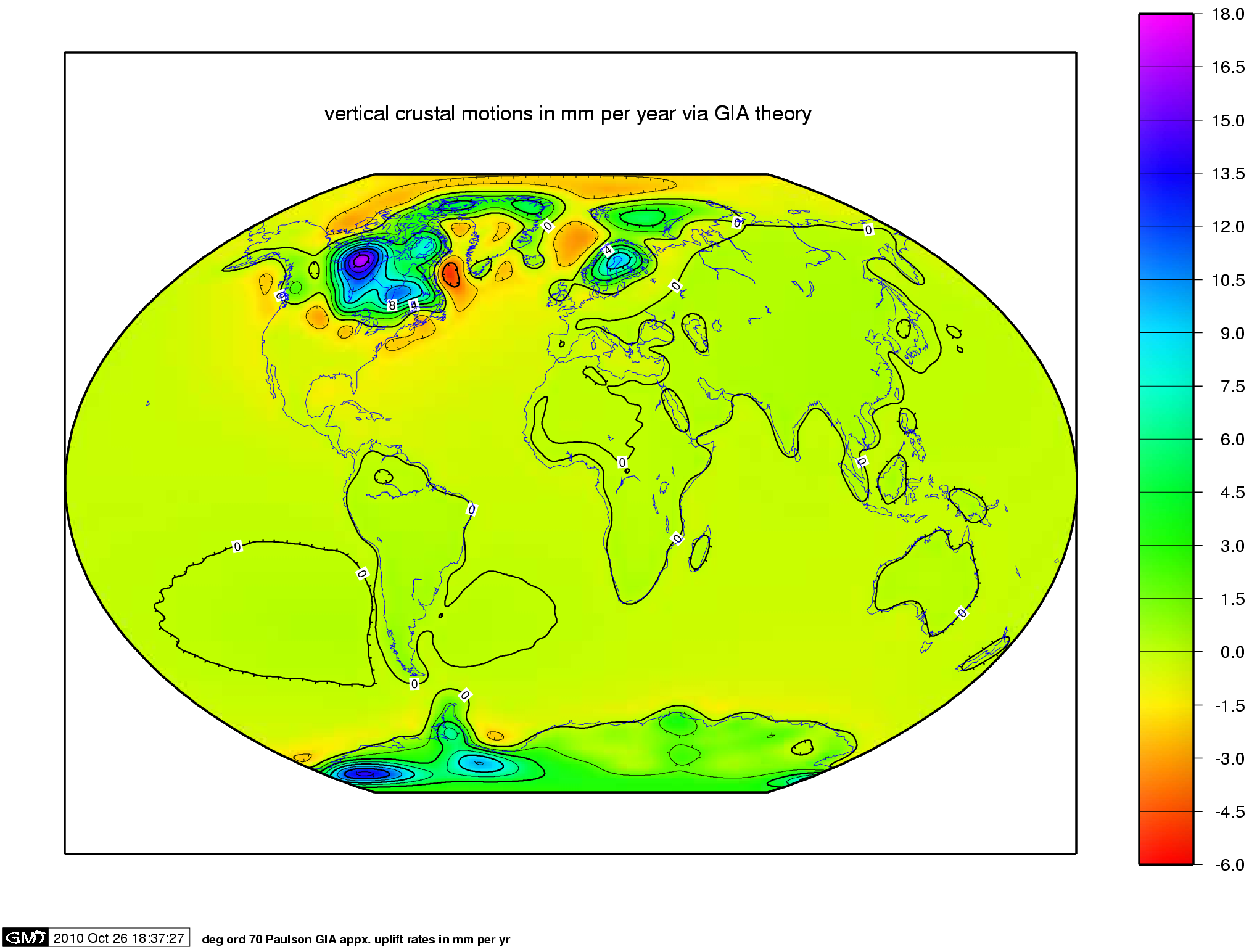
Weltweite Rate der postglazialen Landhebung (Studie 2007)

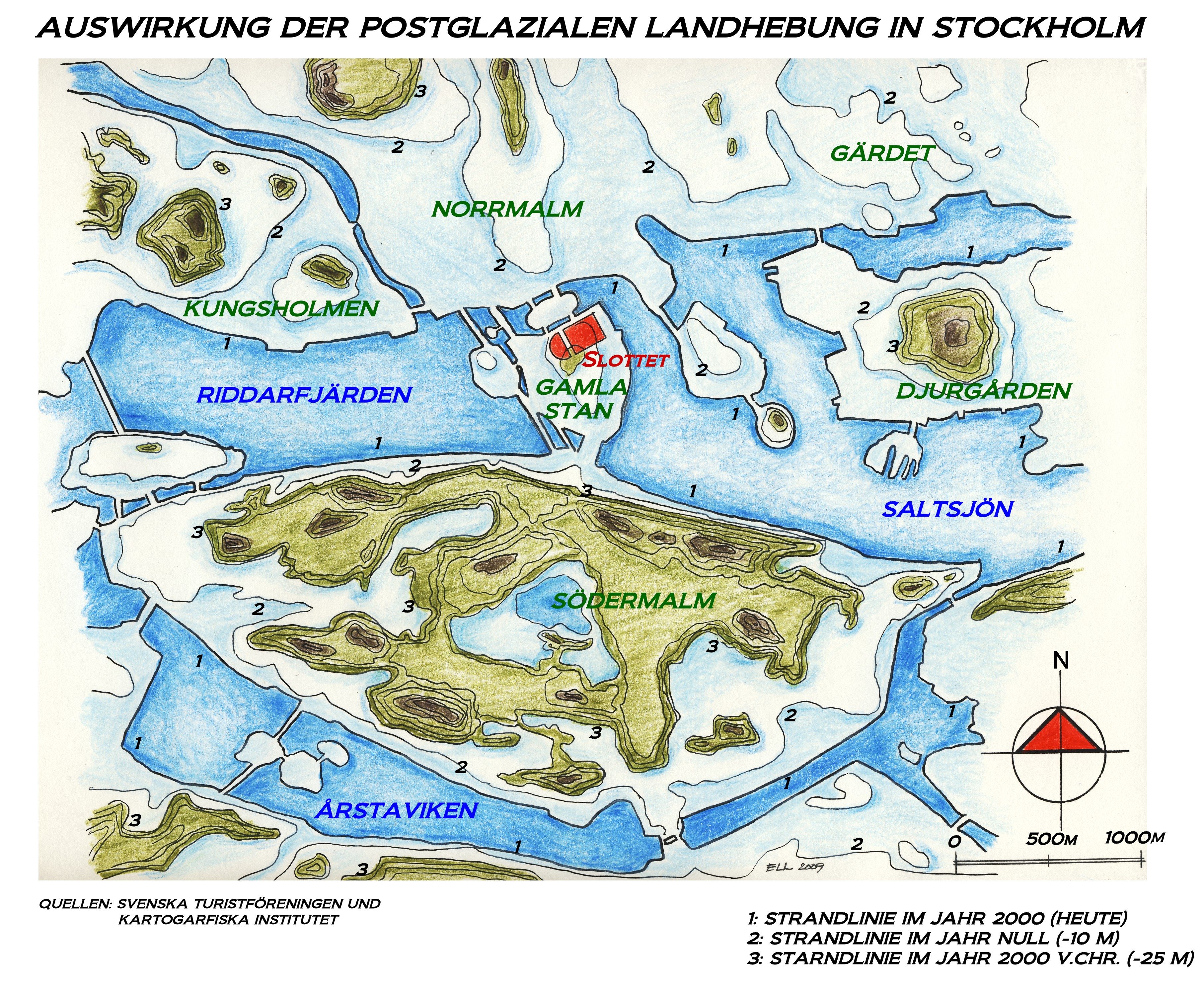
Die Auswirkungen der postglazialen Landhebung in Stockholm.

Postglaziale Landhebung oder isostatische Bodenhebung wird der Aufstieg jener Landmassen genannt, die während der letzten Eiszeiten bis ins Holozän von Inlandeis bedeckt waren. Der Effekt tritt vor allem in Schottland, Nordeuropa (Fennoskandische Landhebung) und Ostsibirien sowie in Kanada und Alaska auf.

## Ursachen und Ablauf

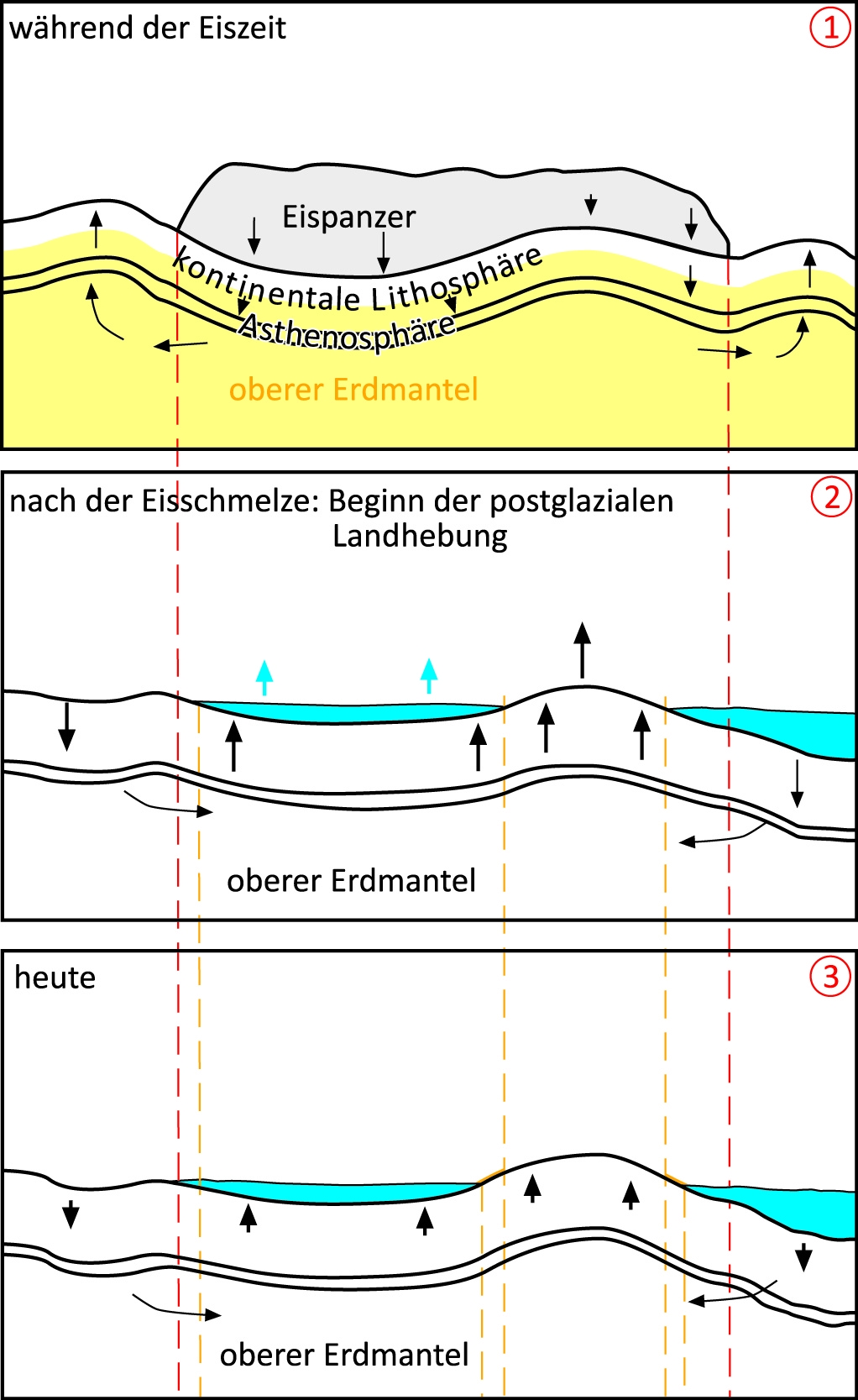
Ursachen und Ablauf der postglazialen Landhebung

Nordeuropa, Ostsibirien (Westsibirien war nur gering vergletschert) und Nordamerika waren vor mehr als 11.000 Jahren für Jahrtausende von bis zu 3 Kilometer dicken Eisschilden bedeckt. Die Masse des Eises ließ die betroffene Erdkruste in den Erdmantel sinken. Die oberen Partien des hoch viskosen Erdmantels wurden daraufhin langsam zur Seite gedrückt und wölbten die Erdkruste außerhalb der Eispanzer auf.
Als die Gletscher zum Ende des Pleistozäns und am Anfang des Holozäns abschmolzen und sich damit die Eisauflage zu reduzieren begann, kam es zu Umkehrprozessen. Das Mantelgestein bewegte sich zurück in Richtung der Zentren der ehemaligen Eispanzer, und dort setzte eine Hebung der Erdkruste ein. Wo hingegen außerhalb der Ausdehnungsgebiete des ehemaligen Eises das Land gehoben worden war, begannen Senkungsvorgänge. Durch die hohe Zähigkeit des Mantels wird dieser Ausgleichsprozess noch einige tausend Jahre andauern, bis wieder ein isostatisches Gleichgewicht erreicht ist. Das Ausmaß der postglazialen Landhebung ist von der Viskosität des Erdmantels und der vertikalen Ausdehnung der ehemaligen Eisschicht abhängig.
Studien haben ergeben, dass diese Hebung in zwei zeitlichen Phasen ablief. In der ersten Phase, die vor etwa 2000 Jahren abgeschlossen war, betrug die Hebung bis zu 75 mm pro Jahr. Mit Beginn der zweiten Phase verringerte sich die Hebung auf 25 mm pro Jahr und sie nimmt weiter ab. Die heutige Hebung ist regional unterschiedlich und beträgt etwa 10 mm pro Jahr.
Aus der Hebungsgeschichte von isostatisch aufsteigenden Landmassen lässt sich die Zähigkeit des Erdmantels abschätzen. Entsprechende Hebungsmodelle liefern eine mittlere dynamische Viskosität von 1021 Pa·s.

## Auswirkungen

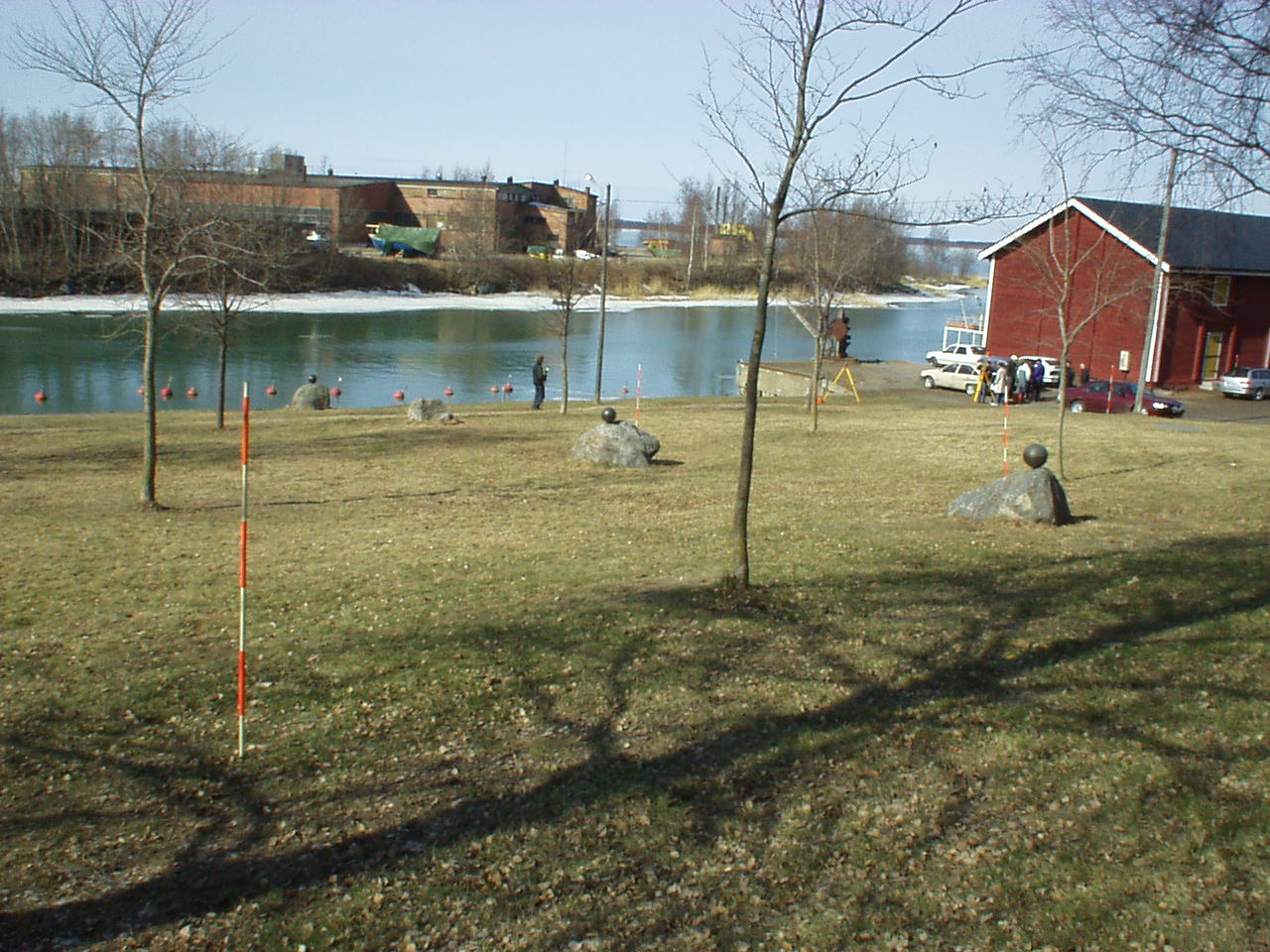
Messung der Postglazialen Landhebung an der Ostseeküste in Vaasa (Finnland)

Die Auswirkungen der postglazialen Landhebung bestehen in vertikalen und horizontalen Erdkrustenbewegungen. In Kombination kommt es somit zu Veränderungen der Neigung der Erdoberfläche. Es existieren weitere Auswirkungen, welche aus den vertikalen und horizontalen Erdkrustenbewegungen resultieren. Deren Registrierung ist ein Problem der theoretischen physikalischen Geodäsie. Folgende Tabelle soll einen Überblick über Auswirkungen und anwendbare Messverfahren geben:

### Überblick
| Auswirkung                                                               | Geodätische Messverfahren                                                          | Bemerkung                               |
| ------------------------------------------------------------------------ | ---------------------------------------------------------------------------------- | --------------------------------------- |
| Vertikale Krustenbewegungen                                              | - GNSS (absolut und relativ) - Nivellement (relativ) - Pegelmessungen (relativ)    | GPS-Netz „BIFROST“                      |
| Horizontale Krustenbewegungen                                            | - GNSS (absolut und relativ)                                                       | GPS-Netz „BIFROST“                      |
| Veränderungen des globalen Meereswasserspiegels                          | - Pegelmessungen (relativ) - Satellitenaltimetrie                                  |                                         |
| Veränderungen im Gravitationsfeld der Erde                               | - terrestrische Schweremessungen (Gravimeter) - Satellitenmissionen, z. B. „Grace“ | punktweise Messung flächenhafte Messung |
| Veränderung der Erdrotationsbewegung (und Einfluss auf die Polwanderung) | - VLBI                                                                             |                                         |
| Spannungen/Erdbeben (insbesondere Intraplattenbeben)                     | - Seismograph                                                                      |                                         |

### Beispiele
Die postglaziale Landhebung beeinflusst die Topographie der vorgenannten Regionen. So war der schwedische See Mälaren eine Bucht der Ostsee, die durch die Hebung abgeschnitten wurde. In Dänemark kommt es nördlich einer Kippachse (dänisch Vippelinje – Ringkøbing-Fünen-Schwelle) zu einer Landhebung (Wohnplätze an der Nivåbugt), während der südliche Teil und Norddeutschland sich senken. Gleiches gilt für den Norden und Süden Großbritanniens. Neuere Berechnungen zeigen den Verlauf der Kippachse in Norddeutschland. Demnach verläuft die Linie durch Mecklenburg, entlang der schleswig-holsteinischen Ostseeküste und weiter an die dänische Nordseeküste, so dass weite Teile westlich und südwestlich dieser Linie etwa um einen halben Millimeter im Jahr sinken.